# Caracole
Caracole is een Belgisch bier van hoge gisting.
Het bier wordt sinds 1990 gebrouwen in Brasserie Caracole te Falmignoul.
Het is een amberkleurig bier met een alcoholpercentage van 7,5%. Dit is het eerste bier gebrouwen door François Tonglet en Jean-Pierre Debras in de brouwerij die toen nog Société Coopérative Tonglet et Cie heette en te Namen gevestigd was.